# Maquizii (Star Trek: Deep Space Nine)
„Maquizii” este un episod în două părți din serialul de televiziune SF Star Trek: Deep Space Nine. Cele două părți sunt cel de-al 20-lea și al 21-lea episod din cel de-al doilea sezon. Episoadele au fost difuzate la televiziune pe 25 aprilie și 2 mai 1994.
Plasat în secolul al XXIV-lea, serialul urmărește aventurile de pe Deep Space Nine, o stație spațială situată în apropierea unei găuri de vierme stabile între cadranele Alfa și Gamma ale galaxiei Calea Lactee, în apropierea planetei Bajor. Episoadele se concentrează pe menținerea unei păci dificile între bajorani, cardassieni și Federație, încercând să rezolve un conflict care ar putea duce la război.
Aceste două episoade au fost difuzate pentru prima dată în aprilie-mai 1994. Episodul a introdus Maquizii, un grup de rezistență recurent care a fost folosit în episoade ulterioare din Star Trek, inclusiv în primele episoade din Star Trek: Voyager.
Partea I a fost scrisă de James Crocker, Rick Berman, Michael Piller și Jeri Taylor și regizat de David Livingston. Partea a II-a a fost scrisă de Rick Berman, Michael Piller, Jeri Taylor și Ira Steven Behr și regizat de Corey Allen.

## Prezentare

### Partea I
În timp ce o navă de transport cardassiană, Bok'nor, se pregătește să plece de pe Deep Space Nine, un bărbat în uniformă a Flotei Stelare face pe furiș ajustări la un echipament din apropiere. La scurt timp după plecare, nava explodează, omorându-i pe toți cei de la bord.
În timp ce echipajul începe o anchetă, Flota Stelară îl trimite pe locotenent-comandorul Calvin Hudson, atașat al Federației în noua zonă demilitarizată de la granița cu Cardassienii, pentru a oferi consiliere și asistență. Hudson, un vechi prieten atât al comandantului Sisko, cât și al lui Dax, îi mărturisește lui Sisko nemulțumirea față de misiunea sa; el crede că Flota Stelară i-a abandonat pe coloniști și că încrederea lor în Cardassieni pentru a onora tratatul este naivă.
Când Sisko se întoarce în seara aceea în cabina sa, îl găsește pe Gul Dukat așteptându-l. Dukat îi explică faptul că se află acolo „neoficial”, fără știrea Comandamentului Central Cardassian, pentru a-l ajuta pe Sisko să afle adevărul. La cererea lui Dukat, cei doi iau o navetă spre zona demilitarizată, unde detectează două nave cardassiene care atacă o navă comercială a Federației. Atacatorii ignoră ordinele lui Dukat de a se retrage, dar înainte ca naveta să poată interveni, o navă federală neidentificată apare și îi distruge pe cardassieni.
Între timp, un asociat vulcanian al sabotorului, Sakonna, îl abordează pe Quark pentru a negocia un aranjament comercial, despre care este surprins să afle că este o încercare de a achiziționa o gamă largă de arme. În altă parte pe stație, sabotorul este răpit de atacatori necunoscuți.
Sisko și Dukat ajung la o colonie din zona demilitarizată și îl găsesc pe Hudson și pe câțiva coloniști într-o dezbatere aprinsă cu Gul Evek, omologul cardassian al lui Hudson. Evek prezintă o mărturisire înregistrată de la sabotorul Bok'Nor, identificat ca fiind William Patrick Samuels, apoi aduce cadavrul lui Samuels, susținând că acesta s-a sinucis, stârnind indignarea coloniștilor. Mai târziu, Hudson recunoaște în particular că Samuels ar fi putut fi vinovat de sabotaj, dar susține că coloniștii au dreptul să se apere și îl avertizează din nou pe Sisko cu privire la cardassieni. Pe drumul de întoarcere spre DS9, Dukat neagă vehement afirmația lui Hudson că Bok'Nor transporta arme.
Inginerul-șef O'Brien confirmă că dispozitivul care a distrus Bok'Nor era de origine federală. Sisko a securizat cabina lui Dukat ca măsură de precauție, dar Sakonna și câțiva coloniști reușesc să-l răpească. Un grup din zona demilitarizată, care se autointitulează „Maquizii”, revendică responsabilitatea. Sisko, maiorul Kira și doctorul Bashir îi urmăresc pe răpitori până pe o planetă dintr-o zonă cunoscută sub numele de Badlands, unde sunt capturați de membri înarmați ai Maquzilor, Hudson dezvăluindu-se drept liderul lor.

### Partea a II-a
Sisko cere să-l vadă pe Dukat. Hudson îl acuză pe Sisko că a trecut de partea cardassienilor în detrimentul lui. Hudson susține că Maquizii nu doresc decât pacea, în timp ce Sisko caracterizează dorința lor de a se răzbuna drept o simplă răzbunare. După ce Sisko refuză oferta de a i se alătura, Hudson și maquizii atacă grupul și pleacă.
Amiralul Nechayev îl așteaptă pe Sisko când acesta se întoarce pe Deep Space Nine. Ea se referă la Maquis ca la „o adunătură de înfierbântați iresponsabili” și îl instruiește pe Sisko să se înțeleagă cu ei, părând să nu fie conștientă de adevărata natură a situației. Legatul Parn de la Comandamentul Central Cardassian sosește apoi și, în timp ce Sisko se pregătește să se întâlnească cu el, Odo raportează că a prins „unul dintre complicii vulcanienilor”. Sisko sosește și îl găsește pe Quark într-o celulă de detenție.
Quark dezvăluie în cele din urmă că a aranjat ca Sakonna să achiziționeze arme, fără să știe de Maquizi la acel moment, și crede că Sakonna plănuiește un atac în următoarele câteva zile. Parn admite apoi că au fost introduse arme în zona demilitarizată, informându-i pe Sisko și Kira că Comandamentul Central Cardassian dă vina pe Dukat, susținând că acesta acționează ca un renegat, deși Sisko și Kira consideră că este clar că doar îl consideră pe el drept țap ispășitor.
La o bază a Maquizilor, Sakonna încearcă să stabilească o fuziune mentală vulcaniană cu Dukat, la care acesta se opune cu ușurință. Sisko, Bashir și Odo sosesc și întrerup interogatoriul încearcând să rezolve situația pe cale pașnică, dar Dukat devine nerăbdător, declanșând un schimb de focuri. Maquizii sunt capturați, dar Sisko îl lasă pe unul dintre liderii lor să plece pentru a-i transmite un mesaj lui Hudson, implorându-l să rezolve situația pe cale pașnică. Îl aduc pe Dukat înapoi pe Deep Space Nine, unde îl informează despre acuzațiile lui Parn. Cu ajutorul lui Dukat, ei prind un comerciant xepolit care transporta arme în numele Comandamentului Central.
Quark o convinge pe Sakonna să-i dezvăluie lui Sisko că Maquizii plănuiesc să arunce în aer un depozit de arme cardassian în următoarele 52 de ore, dar ea nu știe unde se află. Dukat promite să afle locația depozitului, iar între timp, Sisko îl vizitează pentru ultima oară pe Hudson, implorându-l să se răzgândească în privința abandonării carierei sale. Hudson refuză cu hotărâre, vaporizându-și uniforma Flotei Stelare cu un fazer.
Echipajul DS9 așteaptă în navete când Maquizii ajung la depozit și, cum nici Hudson și nici Sisko nu vor să îi facă rău celuilalt, încearcă să se incapaciteze reciproc. În cele din urmă, rămân doar naveta lui Sisko și raiderul lui Hudson, motoarele lui Sisko și armele lui Hudson fiind inoperabile. În ciuda obiecțiilor lui Dukat, Sisko îi permite lui Hudson să scape. În cele din urmă, Sisko se întreabă dacă a prevenit un război sau doar a întârziat inevitabilul.